# Vrbje (Horvátország)
Vrbje falu és község Horvátországban, Bród-Szávamente megyében.

## Fekvése
Bródtól légvonalban 46, közúton 62 km-re nyugatra, Pozsegától   légvonalban 25, közúton 42 km-re délnyugatra, Nyugat-Szlavóniában, az A3-as autópálya és a Száva folyó között, a Rešetarica-patak partján fekszik.

## A község települései
A községhez Bodovaljci, Dolina, Mačkovac, Savski Bok, Sičice, Visoka Greda és Vrbje települések tartoznak.

## Története
A község területén a legrégibb leletek Mačkovacról származnak, ahol már 1880-ban bronzkori maradványokat, köztük fibulákat, karkötőket és más bronz ékszereket, valamint bronz fegyvereket találtak. A leletek többsége a zágrábi régészeti múzeumba került. 1985-ben a Crišnjevi határrészen a mačkovaci Slavko Josipović szántóföldjén szántás közben bronz tárgyakat fordított ki az eke. A tárgyak az újgradiskai városi múzeumba kerültek. A leletek az urnamezős kultúra késői időszakához tartoztak és a szávamenti fémművesség fejlettségéről tanúskodnak. 
Vrbje első írásos említése még hűbérbirtokként 1514-ben történt. Nevének eredeti formája Vrbscsak volt és csak 1897-től használatos a mai formában. 1514-ben a cserneki Dessewffy család birtoka volt. A török 1536-ban foglalta el ezt a vidéket. A falu keletkezése a török uralom idejére, a 17. század elejére tehető, amikor előbb a szomszédos Sičice népesült be, majd onnan települt át néhány család a mai Vrbje területére. A térség 1691-ben szabadult fel a török uralom alól. 1698-ban a kamarai összeírásban a török uralom alól felszabadított szlavóniai települések között „Verbia” néven 11 portával hajdútelepülésként szerepel.
A gradiskai határőrezred székházának Újgradiskán történő felépítése, a határőrezred megszervezése jelentős változásokhoz vezetett a mai Vrbje területén is. A 17. század vége óta Száva folyó képezte a határt az Oszmán Birodalommal, a lakosság pedig visszatért a térség településeire. Határőrszolgálatuk fejében földet kaptak és mentesültek az adófizetés alól. Békeidőben mezőgazdasággal, állattartással, fafeldolgozással foglalkoztak. 1730-ban Vrbjén már 30 ház állt, a lakosság pedig katolikus volt. 1746-ban 130 katolikus vallású lakosa volt. 1760-ban 64 házában 133 család élt, 538 fővel. Fából felépítették a Szent József kápolnát, mely 1758-ban már állt. 1789-ben megalapították a vrbjei plébániát, melyhez két szomszédos település, Sičice és Bodovaljci is hozzá tartozott. Vrbje első plébánosa Luka Klokočević volt. A plébániaház 1834-ben épült. Mačkovacon önálló plébániát alapítottak.
Az első katonai felmérés térképén „Verbie” néven található. A gradiskai ezredhez tartozott. Lipszky János 1808-ban Budán kiadott repertóriumában „Verbje” néven szerepel. Nagy Lajos 1829-ben kiadott művében „Verbje” néven 160 házzal, 860 katolikus és egy ortodox vallású lakossal találjuk. A katonai közigazgatás megszüntetése után 1871-ben Pozsega vármegyéhez csatolták.
A falunak 1857-ben 761, 1910-ben 1094 lakosa volt. Az 1910-es népszámlálás szerint lakosságának 91%-a horvát, 5%-a magyar, 2%-a szerb anyanyelvű volt. Pozsega vármegye Újgradiskai járásának része volt. Az első világháború után 1918-ban az új szerb-horvát-szlovén állam, majd később (1929-ben) Jugoszlávia része lett. A település 1991-től a független Horvátországhoz tartozik. 1991-ben lakosságának 94%-a horvát nemzetiségű volt. 2011-ben a településnek 455 lakosa volt.

## Lakossága
| Lakosság változása | Lakosság változása | Lakosság változása | Lakosság változása | Lakosság változása | Lakosság változása | Lakosság változása | Lakosság változása | Lakosság változása | Lakosság változása | Lakosság változása | Lakosság változása | Lakosság változása | Lakosság változása | Lakosság változása | Lakosság változása |
| ------------------ | ------------------ | ------------------ | ------------------ | ------------------ | ------------------ | ------------------ | ------------------ | ------------------ | ------------------ | ------------------ | ------------------ | ------------------ | ------------------ | ------------------ | ------------------ |
| 1857               | 1869               | 1880               | 1890               | 1900               | 1910               | 1921               | 1931               | 1948               | 1953               | 1961               | 1971               | 1981               | 1991               | 2001               | 2011               |
| 761                | 686                | 636                | 763                | 826                | 1.094              | 1.000              | 1.071              | 1.164              | 1.143              | 1.076              | 953                | 797                | 721                | 640                | 455                |

## Gazdaság
A helyi gazdaság alapja a mezőgazdaság, a szőlőtermesztés és az állattartás. A kisvállalkozások között az építőipar, a kereskedelem és a vendéglátás dominál.

## Nevezetességei
Szent József tiszteletére szentelt római katolikus plébániatemploma 1773-ban épült barokk stílusban. Elődje egy fatemplom volt, melyet az 1758-as egyházlátogatáskor említenek. A vrbjei plébániát 1789-ben alapították, ekkor emelkedett plébániatemplom rangjára. A 19. és 20. században többször is megújították, utolsó megújítása 1985-ben történt. Oltárképét a neves osztrák festőművész Ignaz Berger festette. A szecessziós stílusú belső falfestés a bródi Josip Muravić munkája.

## Kultúra
A településen a KUD Vrbje kulturális és művészeti egyesület működik. Fő tevékenysége a népi hagyományok ápolása.

## Oktatás
A vrbjei iskolát a 19. század végén alapították. Az első írásos dokumentum az iskola működéséről az 1891/92-es tanévből származik. Tanítója Marija Vrbik volt. Az iskola négyosztályos volt. A második világháború alatt az iskola néhány menekültet fogadott Bosznia-Hercegovinából. A második világháború után 1956-tól az iskola nyolc osztályos lett. Önálló intézményként működött 1960-ig, amikor egyesítették a sičicei általános iskolával. Ma a „Ljudevit Gaj” általános iskola négyosztályú regionális iskolájaként működik.

## Sport
NK „Saturn” labdarúgóklub.

## Egyesületek
- DVD Vrbje önkéntes tűzoltóegylet.
- Hazafiak és a honvédő háború veteránjainak egyesülete.